# Хохлатка Железнова
Хохла́тка Железно́ва (лат. Corýdalis schelesnowiána) — вид двудольных цветковых растений, включённый в род Хохлатка (Corydalis) подсемейства Дымянковые (Fumarioideae) семейства Маковые (Papaveraceae). Эндемик Туркестанского хребта.

## Название
Видовой эпоним лат. schelesnowiana присвоен растению в честь русского ботаника Николая Ивановича Железно́ва (1816—1877).

## Ботаническое описание
Многолетнее травянистое растение, образующее небольшую дерновину со стержневым, многоглавым на вершине корнем и с мощным одревесневающим каудексом, который густо покрыт коричнево-серыми чешуйками, образующимися из оснований отмерших черешков. Стебли 15—20 (до 30) см высоты, крепкие, слабоветвистые, тонкоборозчатые, облиственные. 
Листья черешковатые, однажды, реже дважды перисто-рассечённые. Прикорневые листья многочисленны. Боковые сегменты сидят на коротких черешочках, мясистые, расставленные, в очертании почти округлые, реже обратнояйцевидные, с округлыми тупыми лопастями с маленьким остроконечием; конечный сегмент самый крупный, иногда глубоко надрезанный на обратнояйцевидные или почти округлые, тупые, с маленьким остроконечием, по краю слабо лопастные дольки.
Кисть удлинённая, но густая; внизу иногда ветвится. Прицветники короткие (2—4 мм длиной), широко-обратнояйцевидные; нижние, реже все, травянистые, часто верхние по краю плёнчатые. Цветоножки очень короткие: нижние до 5 мм длиной, остальные — 1—3 мм.   Чашелистики очень мелкие (около 1 мм длиной), плёнчатые. Венчик узкий, изогнутый, жёлтый или золотисто-жёлтый, 15—18 мм длиной. Наружные лепестки с коротким остроконечием до 0,5—1,0 мм на верхушке; губа верхнего лепестка капюшонно-выпуклая, зеленовато-жёлтая. Шпорец тонкий, изогнутый, 4—6 мм длиной. 
Плоды — стручковидные коробочки, повислые, линейные или немного серповидно вверх загнутые, плоские, 15—20 мм длиной, на конце с игловидным заострением около 5 мм длиной; с 6—8 чёрными семенами.
Вегетирует всё лето. Цветёт и плодоносит в июне—июле.

## Ареал
Вид встречается на северном склоне Туркестанского хребта на территориях Таджикистана и Кыргызстана. 
Произрастание вида на территории Узбекистана вызывает сомнение, поскольку ряд авторов ошибочно относят Басмандинское ущелье, из которого описан вид, к территории Узбекистана (тогда как это Таджикистан), а последние гербарные образцы по Узбекистану были собраны на северных горных склонах хребта Бабатаг в 1936 году и, вероятно, неверно определены.

## Экология
Ксерофильный горный вид, произрастающий на высотах 1500–2000 м над уровнем моря на известняковых скалах, береговых аллювиальных конгломератах и суглинистых склонах.
В процессе адаптации к сухим каменистым местообитаниям у Corydalis schelesnowiana, как и у других видов секции Strictae (Fedde) Wendelbo, сформировался ряд признаков, не свойственных роду в целом: жёсткие стебли с хорошо развитыми механическими тканями, мясистые листья с толстой кутикулой, проникающая глубоко в почву корневая система с мощными каудексами, покрытыми основаниями отмерших черешков, в пазухах которых сохраняются почки.

## Трофические связи
Наряду с хохлаткой ложнопрямой (Corydalis pseudostricta), вид является основным кормовым растением для парусников Parnassius charltonius subsp. platon Sochivko & Kaabak, 2011.

## Классификация

### Таксономия
Corydalis schelesnowiana Regel & Schmalh., 1882, Izv. Imp. Obshch. Lyubit. Estestv. Moskovsk. Univ. 34(2): 4. Вид описан из Таджикистана с Туркестанского хребта (Басмандинское ущелье), где был собран О. А. Федченко.
Вид Хохлатка Железнова относится к роду Хохлатка (Corydalis) секции Strictae трибы Дымянковые (Fumarieae) подсемейства Дымянковые (Fumarioideae) семейства Маковые (Papaveraceae) порядка Лютикоцветные (Ranunculales).
Кладограмма в соответствии с Системой APG IV
|  |                          |  |                                   |                                   |                   |  | ещё 6 семейств, в том числе Лютиковые, Луносемянниковые, Барбарисовые | ещё 6 семейств, в том числе Лютиковые, Луносемянниковые, Барбарисовые |                                            |  |  |  | еще 20 родов                 | еще 20 родов       |  |  |
|  |                          |  |                                   |                                   |                   |  | ещё 6 семейств, в том числе Лютиковые, Луносемянниковые, Барбарисовые | ещё 6 семейств, в том числе Лютиковые, Луносемянниковые, Барбарисовые |                                            |  |  |  | еще 20 родов                 | еще 20 родов       |  |  |
|  |                          |  |                                   | порядок Лютикоцветные             |                   |  |                                                                       |                                                                       | подсемейство Дымянковые                    |  |  |  |                              | Хохлатка Железнова |  |  |
|  |                          |  |                                   | порядок Лютикоцветные             |                   |  |                                                                       |                                                                       | подсемейство Дымянковые                    |  |  |  |                              | Хохлатка Железнова |  |  |
|  | клада Цветковые растения |  |                                   |                                   | семейство Маковые |  |                                                                       |                                                                       | род Хохлатка                               |  |  |  |                              |                    |  |  |
|  | клада Цветковые растения |  |                                   |                                   |                   |  |                                                                       |                                                                       |                                            |  |  |  |                              |                    |  |  |
|  |                          |  | ещё 63 порядка цветковых растений | ещё 63 порядка цветковых растений |                   |  |                                                                       | ещё 1 подсемейство Маковые (Papaveroideae)                            | ещё 1 подсемейство Маковые (Papaveroideae) |  |  |  | еще 537 подтвержденных видов |                    |  |  |
|  |                          |  |                                   | ещё 63 порядка цветковых растений |                   |  |                                                                       |                                                                       | ещё 1 подсемейство Маковые (Papaveroideae) |  |  |  |                              |                    |  |  |

### Синоним
- Capnoides schelesnowiana Kuntze, 1891